# Polyrhachis omyrmex
Polyrhachis omyrmex é uma espécie de formiga do gênero Polyrhachis, pertencente à subfamília Formicinae.